# Herbisse
Herbisse település Franciaországban, Aube megyében. Lakosainak száma 150 fő (2022. január 1.). Herbisse Allibaudières, Champfleury, Dosnon, Trouans, Viâpres-le-Petit és Villiers-Herbisse községekkel határos.

## Népesség
A település népessége az elmúlt években az alábbi módon változott:
| Lakosok száma | 242  | 170  | 168  | 186  | 174  | 171  | 166  | 155  | 154  | 150  |
|               | 1968 | 1982 | 1990 | 2006 | 2013 | 2015 | 2017 | 2019 | 2020 | 2022 |